# راشل سوتار
راشل سوتار (انگلیسی: Rachael Soutar؛ زادهٔ ۸ آوریل ۱۹۹۴) بازیکن فوتبال اهل استرالیا است.
وی همچنین در تیم ملی فوتبال Australia U20 بازی کرده‌است.